# Alexander Bloch

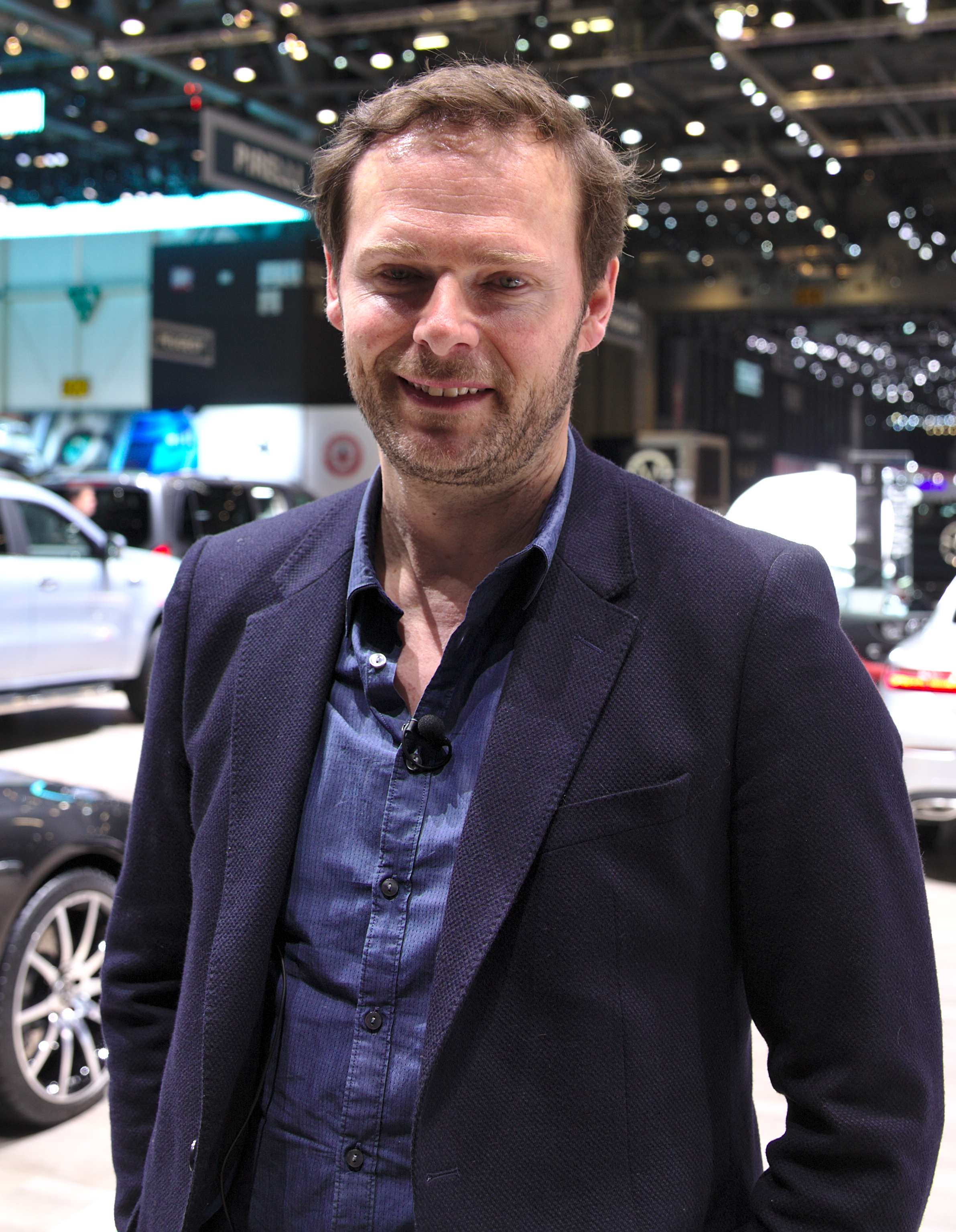
Alexander Bloch auf dem Genfer Auto-Salon 2019

Alexander Bloch (* 15. Februar 1972 in Ingelheim am Rhein) ist ein deutscher Motorjournalist und Moderator.
Während seines Diplom-Studiums der Elektrotechnik an der Fachhochschule Wiesbaden war Bloch bereits als freier Mitarbeiter für die Motor Presse Stuttgart tätig. Nach Abschluss des Studiums wurde er im Jahr 1997 Redakteur der Zeitschrift autohifi. Im Jahr 2001 wechselte Bloch zur Zeitschrift auto motor und sport, bei der er ab 2008 für das Ressort Test und Technik verantwortlich war, bevor er 2013 Chefreporter Technologie geworden ist.
Bloch moderiert seit dem Sendestart im August 2009 regelmäßig für den Pay-TV-Sender auto motor und sport channel. Seit dem 12. Januar 2014 präsentiert Bloch neben Andreas Jancke als Moderator das VOX-Automagazin Auto Mobil.